# Scopula siccata
Scopula siccata là một loài bướm đêm trong họ Geometridae.